# میچیهیرو یاسودا
میچیهیرو یاسودا (به انگلیسی: Michihiro Yasuda) بازیکن فوتبال اهل ژاپن و عضو تیم ملی فوتبال ژاپن است که در تاریخ ۱۷ فوریه ۲۰۰۸ میلادی اولین بازی ملی‌اش را انجام داد. او در ۷ بازی ملی حضور داشت و آخرین بازی ملی خود را در تاریخ ۱ ژوئن ۲۰۱۱ میلادی انجام داد. میچیهیرو یاسودا در بازی‌های ملی‌اش
۱ گل به ثمر رساند.